# Axana Gataulina
Axana Gataulina (17 de julio de 2000) es una deportista de Rusia que compite en atletismo. Ganó una medalla de oro en el Campeonato Europeo de Atletismo Sub-20 de 2019, en la prueba de salto con pértiga.